# یوریا رنی
یوریا رنی (به انگلیسی: Uriah Rennie) (زاده ۲۳ اکتبر ۱۹۵۹ - شفیلد - درگذشته ۷ ژوئن ۲۰۲۵) داور اهل انگلستان بود.
وی داوری را از دهه ۱۹۹۰ شروع کرده و از سال ۲۰۰۰ تا ۲۰۰۵ میلادی در لیست داوران فیفا قرار داشته است.